# اولیانوفسک

اولیانوفسک

اولیانوفسک (به روسی: Улья́новск) (سیمبیرسک پیشین (به روسی: Симби́рск)) مرکز استان اولیانوفسک در فدراسیون روسیه، شهریست در ۸۹۳ کیلومتری شرق مسکو بر رودخانه ولگا. این شهر زادگاه ولادیمیر لنین است و نام اولیانوفسک به روسی از نام تولد لنین (به روسی: Владимир Ильич Ульянов) گرفته شده‌است.

## آب و هوا
اولیانوفسک دارای آب و هوای قاره‌ای مرطوب (زمستان سرد و تابستان گرم) است.

## افراد مشهور
- لنین
- کرنسکی

## شهرهای خواهر
- کرفلد آلمان
- ماکن، جورجیا، آمریکا
- شن‌ژن، جمهوری خلق چین
- اکلاهوما سیتی، آمریکا